# Allotropa conventus
Allotropa conventus é uma espécie de insetos himenópteros, mais especificamente de vespas parasíticas pertencente à família Platygastridae.
A autoridade científica da espécie é Maneval, tendo sido descrita no ano de 1936.
Trata-se de uma espécie presente no território português.